# Joséphine de Meaux

Joséphine de Meaux es una actriz francesa nacida el 23 de enero de 1977 en Boulogne-Billancourt (Hauts-de-Seine).
Estudió en el Conservatoire national supérieur d'art dramatique entre 1999 y  2002, actuando en numerosas obras bajo la dirección de profesionales.
Tras sus estudios sigue trabajando en el teatro como actriz y realizando puestas en escena, después empieza también su carrera en el cine.

## Filmografía

### Cine
- 2010: Thelma, Louise et Chantal de Benoît Pétré, Sophie.
- 2009: Tellement proches de Éric Toledano y Olivier Nakache, Roxane.
- 2008: L'Ennemi américain de Orest Romero (corto metraje), Marie.
- 2008: Vilaine ! de Jean-Patrick Benes y Allan Mauduit, Blandine.
- 2007: Jusqu'à toi de Jennifer Devoldere, la azafata.
- 2006: Nos jours heureux de Éric Toledano y Olivier Nakache, Caroline.
- 2005: Les Amants réguliers de Philippe Garrel.
- 2003: Qui a tué Bambi ? de Gilles Marchand: la enfermera muda

### Televisión
- 2008: La Reine et le Cardinal de Marc Rivière, señora de Moteville.
- 2007: Tragédie en direct de Marc Rivière.
- 2007: Off Prime de Simon Astier y Christophe Fort.
- 2005: Joséphine, ange gardien de Philippe Monnier (temporada 9, episodio 4), la cartera.
- 2003: Avocats et associés de Alexandre Pidoux (temporada 8, episodio 1), Béatrice Vanoli.

## Teatro

### Como actriz
- 2009: Le Bug de Richard Strand, puesta en escena de Beata Nilska, en el Teatro La Bruyère.
- 2007: L'équilibre de la croix de Valère Novarina, puesta en escena de Joséphine de Meaux, en el Teatro de Vincennes.
- 2005: L'Échange de Paul Claudel, puesta en escena de Joséphine de Meaux y Mériam Korichi, en el Teatro d'Auxerre y en el Teatro de Rungis.
- 2005: Friche 22.66 de puesta en escena de Vincent Macaigne, en el Teatro de l'Odéon.
- 2004: Qui ne travaille pas, ne mange pas de y puesta en escena de Judith Depaule / cie Mabel Octobre, en el Teatro de Gennevilliers después hicieron una gira.
- 2004: Choses tendres de Marie de Beaumont, puesta en escena de Olivier Schneider.
- 2004: Manque et autre textes de Sarah Kane, puesta en escena de Vincent Macaigne, en el  Joven Teatro Nacional.
- 2003: Les Repas HYC de y puesta en escena de Christophe Huysman, en el  Teatro de la Bastille después hicieron una gira.
- 2003: Médée ou je ne t'aime plus mercredi basada en la obra de Eurípides,  puesta en escena de Joséphine de Meaux, después hicieron una gira.
- 2003: Les Européens de Howard Baker, puesta en escena de Nathalie Garraud.
- 2002: Premiers jours de y puesta en escena de Pascal Sangla, en el  Teatro des Déchargeurs.
- 2002: Le Roi cerf basada en la obra de Carlo Gozzi, puesta en escena de Joséphine de Meaux.
- 2002: Ubu roi de Alfred Jarry, puesta en escena de Claude Buchwald.
- 2002: A Moscou ! A Moscou ! basada en la obra de Anton Tchekhov, puesta en escena de Joël Jouanneau, en el CNSAD.
- 2001: Voilà, ce que jamais je ne te dirai de y puesta en escena de Vincent Macaigne, en el CNSAD.
- 2001: Une noce basada en la obra de Anton Tchekhov, puesta en escena de Sébastien Eveno, en el CNSAD.
- 2001: Réquiem de y puesta en escena de Vincent Macaigne, en el CNSAD.
- 2001: Feydeau Georges Courteline de y puesta en escena por Virginie Vivès, en el CNSAD.
- 2000: The greeks de Mark Sanders y Ros Steen, puesta en escena de Alexander Gibson, en la 'Opera Studio de Glasgow
- 2000: Minuscules de y puesta en escena de Judith Siboni, en el CNSAD
- 1999: ...W... de y puesta en escena de Vincent Macaigne, en el CNSAD
- 1999: Les Amis de Abe Kobo, puesta en escena de Abel Perraudin, en el Espace Kiron
- 1998: Beckett, Adamov : les insurgés de l'amertume de y puesta en escena de 'Edmond Tamiz en el Estudio Teatro de Asnières.
- 998: Parcours des premières insolences d'une révolution à venir de autores desconocidos del siglo XVIII, puesta en escena de Jean-Louis Martin-Barbaz, en el Estudio Teatro de Asnières.

### Puesta en escena de
- 2007: L'Équilibre de la croix de Valère Novarina, en el  Teatro de Vincennes.
- 2005: L'Échange de Paul Claudel, puesta en escena junto con Mériam Korichi, en el Teatro de Auxerre y  Teatro de Rungis.
- 2003: Médée ou je ne t'aime plus mercredi basada en la obra de Eurípides, hicieron una gira.
- 2002: Le Roi cerf basada en la obra de Carlos Gozzi.

## Premios
- 2006: Premio a la mejor actriz en el Festival internacional de cine de comedia de l'Alpe d'Huez.

## Traducción
Esta entrada es una traducción de Joséphine_de_Meaux (versión:http://fr.wikipedia.org/wiki/Jos%C3%A9phine_de_Meaux)
- Datos: Q511485
- Multimedia: Joséphine de Meaux / Q511485